# Jan Zeeman

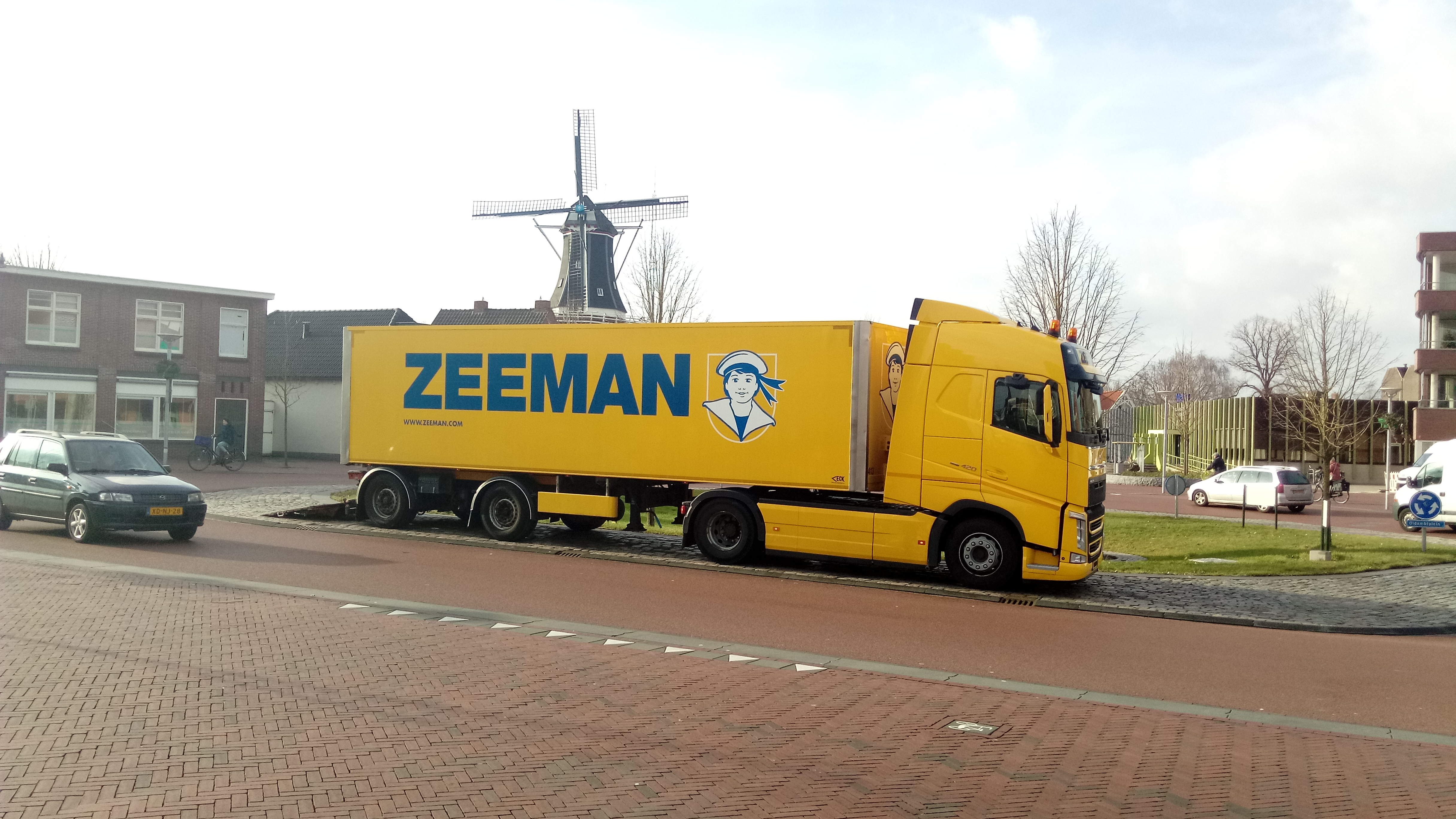
Vrachtauto met het logo van Zeeman.

Jan Zeeman (Velsen, 29 april 1942 – Lage Mierde, 2 juni 2020) was een Nederlands ondernemer die handelde in kleding en textiel. Hij was de oprichter van textielwinkel Zeeman.

## Begin en groei
Zeeman, wiens vader ook in textiel deed, opende in 1967 zijn eerste winkel aan de Prins Hendrikstraat in Alphen aan den Rijn. De opzet van zijn bedrijf sloeg aan, waardoor het aantal van zijn winkels allengs uitbreidde; vanaf 1974 groeide de onderneming verder door een aantal overnames. In 1980 nam Zeeman 160 zaken over van concurrent Loek Brons, waardoor hij met zijn textielsupers in één keer de grootste in zijn branche werd. Daarnaast nam het bedrijf van Zeeman ook nog andere Nederlandse textielketens over. Hierna breidde Zeeman zijn bedrijf ook uit naar het buitenland. In 2020 was het familiebedrijf gevestigd in zeven landen in West-Europa en telde het bijna 1300 filialen, waarvan ruim 500 in Nederland, en bijna 8000 werknemers, van wie ongeveer 3000 in Nederland. Wel kreeg Zeeman te maken met digitale concurrentie, waardoor het bedrijf moest worden aangepast.

## Uitgangspunten
De inrichting van de winkels is sober met als bedoeling om iedereen – welgesteld of niet – van een groot aantal basisartikelen te voorzien. Zeemans uitgangspunt was het leveren van goede en betrouwbare waar tegen betaalbare prijzen. Een ander uitgangspunt van Zeeman was dat hij alles – dus bijvoorbeeld ook het vervoer naar de winkels – zoveel mogelijk in eigen hand wilde houden; Zeeman deed de publiciteit zelf en ontwierp ook het logo van het bedrijf – een jonge matroos aan het roer van een schip.

## Afscheid
In 1999 nam Jan Zeeman afscheid als bestuursvoorzitter van de Zeeman Groep. De dagelijkse leiding van het bedrijf kwam in handen van Paul Schouwenaar, die afkomstig was van de Kijkshop. Tot 2014 bleef Zeeman wel als commissaris aan zijn bedrijf verbonden. Na het neerleggen van deze functie richtte hij de investeringsmaatschappij Navitas Capital en het vastgoedbedrijf Green Real Estate op. Samen met de textieltak vallen zij onder de Verenigde Ondernemingen Zeeman (V.O. Zee). Met een geschat vermogen van ruim 800 miljoen euro behoorde Jan Zeeman volgens het zakenblad Quote tot de top-25 van de rijkste Nederlanders. In 2017 ontving hij uit handen van burgemeester Liesbeth Spies van Alphen aan den Rijn de Gemeentelijke Erepenning. Het textielbedrijf Zeeman bestond toen 50 jaar.
Jan Zeeman overleed op 2 juni 2020 op 78-jarige leeftijd. Hij had drie zonen.

## Trivia
- De basiskleuren in de Zeemanwinkels, van oudsher geel en blauw, domineren al dan niet toevallig ook de vlag en het wapen van de gemeente Velsen, de geboorteplaats van Jan Zeeman.
- Jan Zeeman woonde op het Landgoed Wellenseind bij Lage Mierde. Een gedeelte daarvan met de naam "Voor Anker" is geopend voor publiek.
- In 2011 ging Zeeman voor een collectie onder- en nachtmode een samenwerking aan met modeontwerper Bas Kosters: Bas voor Zeeman.[3]
- In 2016 werden een budgetvriendelijke trouwjurk en bruidmeisjesjurk ontworpen door Zeeman.[4]